# Дюжев Сергій Андрійович
Дюжев Сергій Андрійович — український архітектор, теоретик та практик містобудівного планування, проектування і регулювання, дослідник у сфері методології містобудування, історії та філософії розселення, створення і трансформації міського середовища.

## Біографічні відомості
Народився 13 серпня 1949, с. Капустін яр Володимирського району Астраханської області в родині військовослужбовця-будівельника.
У 1971 році завершив навчання у Волгоградському інституті інженерів міського господарства (нині — Державна академія будівництва та архітектури), де отримав спеціальність інженера-будівельника (спеціалізація "Планування та забудова міст").
Працював у Інституті «Марійськцивільпроект» у 1971, після чого перебував на військовій службі. Згодом з січня 1973 року по листопад 1974 — працював у планувальному відділі архітектурної майстерні № 3 інституту «Волгоградцивільпроект».
1974 року поступив на очну аспірантуру Київського інженерно-будівельного інституту (нині — КНУБА) — науковий керівник доктор архітектури, проф. Родічкін Іван Дмитрович, після завершення навчання у якій був направлений на роботу в Управління генерального плану Києва (Інститут «Київгенплан»), де працював з 1978 по 2007 рік.

## Професійна робота
Головними надбаннями на професійній ниві є обґрунтування планувальної організації мережі рекреаційних територій у проекті районного планування зони впливу м. Києва (1980р.), розробка пропозицій по функціональному і архітектурно-планувальному розвитку Київської системи розселення на період до 2020 р. (1981р.), розробка розділів «Озеленені та рекреаційні території» Генеральних планів м. Києва та проектів його приміської зони 1982 та 2002 років, ДПТ ряду паркових територій, а також Комплексної програми розвитку зеленої зони м. Києва до 2010 року.
1993 року за авторством С. А. Дюжева вперше була проведена інвентаризація природно-заповідного фонду м. Києва та вперше визначені точні межі заповідних об'єктів міста, а в 1997 році — розроблена Схема розвитку відпочинку, туризму, курортного лікування м. Києві.
В різний час був помічником на громадських засадах народних депутатів України 7-скликання Гриценка Анатолія Степановича та 8-го скликання Луценка Ігоря Вікторовича та 9-го скликання Шкрум Альони Іванівни зараз.
В громадському секторі С. А. Дюжев є членом ГО «Київська ландшафтна ініціатива».
На даний час — головний спеціаліст Інституту архітектурного менеджменту [Київського національного університету будівництва та архітектури], експерт-консультант Центру соціокультурного проектування і комунікаційних технологій. Раніше працював на посадах головного архітектора проектів та головного спеціаліста ДП  «Інститут генерального плану Киева» ПАТ «Київпроект».
Протягом ряду років був членом архітектурно-містобудівної ради при Головному управлінні містобудування, архітектури та дизайну міського середовища виконавчого органу Київської міської ради (Київської міської державної адміністрації).

## Громадська діяльність
Сергій Дюжев — активний захисник міського культурного та природного ландшафту, озеленених, рекреаційних та курортних територій, туристських територій та територій культурної спадщини міста Києва. Його критичні коментарі нерідко фігурують в центральній та столичній пресі.
Також, відомо про публічну позицію С.Дюжева щодо закриття Інституту «Київгенплан» ПАТ "Київпроект", розробки так званого "Нового Генерального плану м. Києва", щодо протиправної зміни цільового призначення ділянок зеленої зони, рекреаційних та курортних територій і територій історичних ареалів, сформованих виробничих зон перспективної реіндустріалізації у Києві.